# Paronychia (gènere)
Paronychia és un gènere de plantes cariofil·làcies que té més de 110 espècies amb distribució cosmopolita, la majoria en zones temperades càlides d'Amèrica del Nord, Euràsia, Amèrica del Sud i Àfrica. Són plantes herbàcies anuals, biennals o perennes.
El gènere Siphonychia ha estat incorporat pel botànics dins Paronychia
Aquest gènere pren el seu nom de la malaltia dels dits de les mans Paronychia perquè pretesament aquestes plantes la guarien.

## Algunes espècies
- Paronychia ahartii – d'Ahart
- Paronychia argentea – te algerià[1]
- Paronychia argyrocoma –[2]
- Paronychia canadensis –
- Paronychia chartacea –
- Paronychia fastigiata –
- Paronychia franciscana – San Francisco nailwort
- Paronychia jamesii – James' nailwort
- Paronychia rugelii – Rugel's nailwort
- Paronychia sessiliflora –
- Paronychia virginica – Virginia nailwort o Yellow nailwort[3]